# فرانك سوير
فرانك سوير (بالإنجليزية: Frank Sawyer)‏ هو سياسي أمريكي، ولد في 30 يناير 1952 في مانسفيلد في الولايات المتحدة، وتوفي في 6 أبريل 2015. حزبياً، نشط في الحزب الديمقراطي. وقد انتخب عضو مجلس نواب أوهايو.